# Stevan Labudović
Šćepo Milutinov Labudović (né le 28 décembre 1926 à Berane au Monténégro et mort le 25 novembre 2017 à Belgrade en Serbie), mieux connu comme Stevan Labudović, était caméraman pour les actualités cinématographiques Filmske novosti (sr) (Actualités filmées).

## Histoire
L'organe de presse Filmske novosti rapporte que Labudović a couvert pendant quarante ans de nombreux événements politiques et diplomatiques. Avec Dragan Mitrović, Labudović a notamment filmé les 56 déplacements de Tito à l'étranger, de 1954 à son décès en 1980.
Stevan Labudović a aussi été envoyé pendant la guerre d'Algérie sur le terrain, pour filmer les bases clandestines et les opérations militaires de l'Armée de libération nationale, la branche armée du Front de libération nationale (Algérie). 
L'Algérie lui a rendu hommage le 26 décembre 2017.

## Reportages autour de son travail
- Non-Aligned: Scenes from the Labudović Reels, film de Mila Turajlić (France, Serbie, Croatie, Monténégro, Qatar, 2022, 1 h 40 min)[3]
- Ciné-Guerillas: Scenes from the Labudović Reels, film de Mila Turajlić (France, Serbie, 2022, 1 h 34 min)